# Mofturi 1900
Mofturi 1900 este un film românesc din 1965 regizat de Jean Georgescu. Rolurile principale au fost interpretate de actorii Grigore Vasiliu-Birlic, Geo Barton și Ion Lucian.

## Distribuție
Distribuția filmului este alcătuită din:
Diplomație
- Vasile Tomazian — Mandache
- Geo Barton — prietenul lui Mandache
- Ileana Iordache — Mița, soția lui Mandache

Amicii
- Ion Lucian — Mache
- Mircea Crișan — Lache
- Paul Mirea — Tache

O lacună
- Horia Șerbănescu — Mache Preotescu
- Radu Zaharescu — Lache Diaconescu
- Sanda Țăranu — madam Diaconescu
- Simona Rădulescu — domnișoara Cecilia Pavugadi, sora dnei. Diaconescu

Bubico
- Cella Dima — doamna cu cățelul
- Grigore Vasiliu-Birlic — voiajorul

C.F.R.
- Iurie Darie — mușteriul cherchelit, magazionerul gării
- Ion Dichiseanu — șeful gării
- Marina Maican — Mița, soția mușteriului

Situațiunea
- Alexandru Giugaru — Nae
- H. Nicolaide — Gae
- Alexandrina Munteanu — moașa

Alți actori
- Marcel Anghelescu — lectura conferinței
- Aurelia Vasilescu
- Haralambie Polizu — chelnerul de la Berăria Gambrinus
- Pepe Georgescu
- Nicolae Manolescu
- Al. Giovani
- Tiberiu Simionescu
- Ion Păscuț
- Nicolae Dumitrescu
- Sorin Balaban
- Nicolae Ionescu
- Paul Stratilat
- Ion Puican
- Iancu Groza
- Nic. Niculescu
- Ion Pascu
- Mihai Ciobanu
- Mihai Amzulescu
- Benone Angelescu
- Ion Dragomirescu
- Aurel Mottoc
- Consuela Darie

## Primire
Filmul a fost vizionat de 1.876.895 de spectatori în cinematografele din România, după cum atestă o situație a numărului de spectatori înregistrat de filmele românești de la data premierei și până la data de 31 decembrie 2014 alcătuită de Centrul Național al Cinematografiei.